# Dorsal Pacífico-Antártica

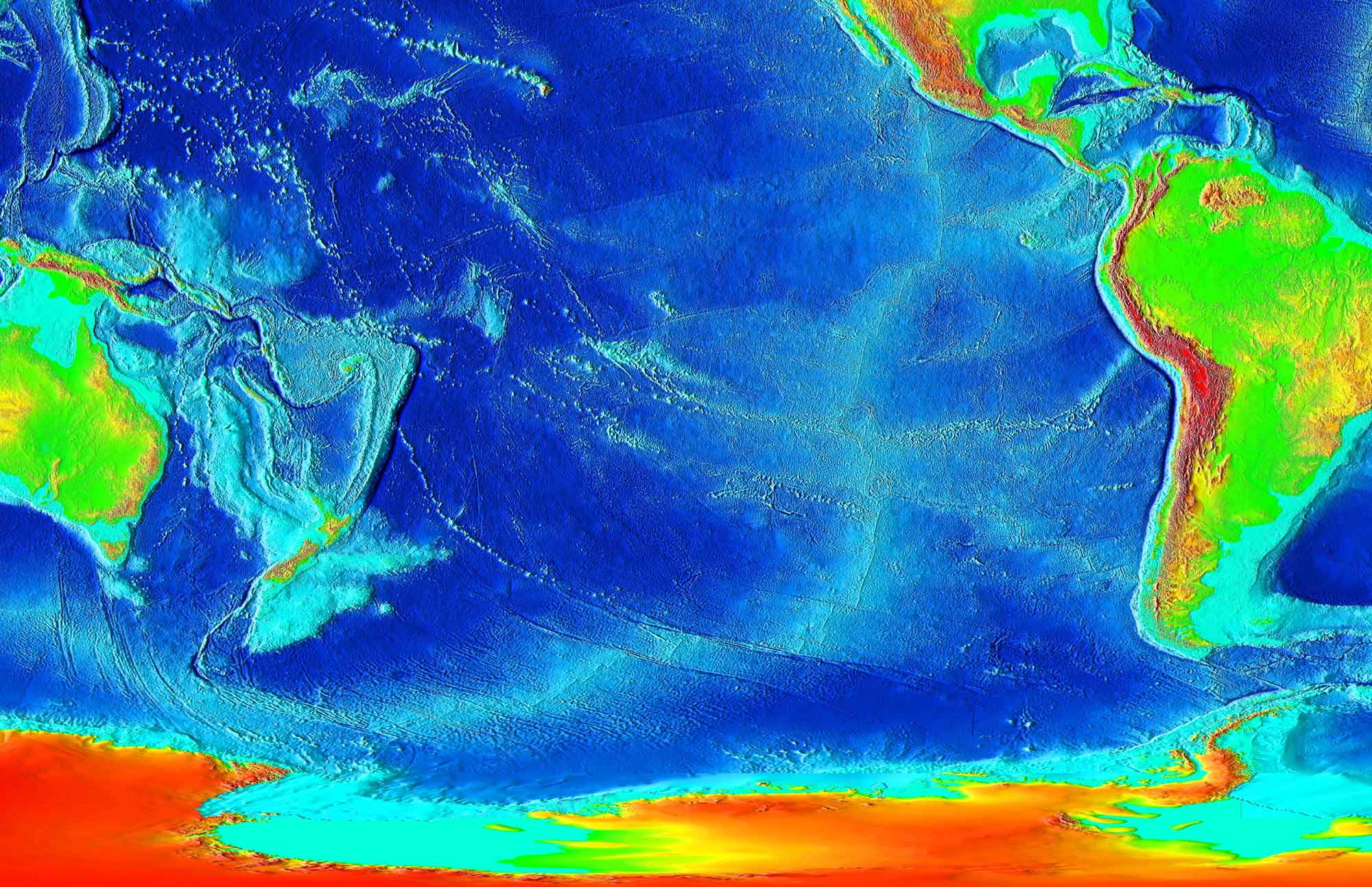
La dorsal Pacífico-Antártica es las extensión por el sur de la Dorsal del Pacífico Oriental.

La dorsal Pacífico-Antártica (DPA) o cordillera Pacífico-Antártica es un límite de placa tectónica divergente ubicado en el fondo marino del Océano Pacífico Sur, que separa la Placa del Pacífico de la Placa Antártica. Se considera como la sección sur de la Dorsal del Pacífico Oriental en algunos usos, generalmente al sur de la Zona de Fractura Challenger y se extiende hasta la Triple Unión Macquarie al sur de Nueva Zelanda.
La longitud total de la dorsal es 4100 a 4300 km. Ancho 500-1000 km, hasta 1500 km. Las profundidades predominantes sobre la cresta son de 2.500 a 3.000 m, la profundidad más pequeña es de 878 m y las pendientes son relativamente planas.
La principal característica distintiva comparada con otras dorsales medianas es su mayor ancho, menor disección y zona de ruptura menos pronunciada. En la estructura juegan un papel importante las zonas de fallas pasantes y los desfiladeros asociados, que cortan la cresta en segmentos separados y aseguran la libre penetración de las aguas frías del fondo del sur en las cuencas ubicadas al norte.
La dispersión de las ondas sísmicas que se propagan a lo largo de la Dorsal Pacífico-Antártica indica que la corteza tiene un espesor de 6 a 7 km bajo la Dorsal y es ligeramente más delgada bajo las aguas profundas adyacentes. En la estación Hallett se registran fuertes ondas Love procedentes de los terremotos de la dorsal del Pacífico-Antártico, mientras que se registran fuertes ondas Rayleigh procedentes de los de la dorsal del Pacífico Oriental; esta diferencia se atribuye a la fuente más que al medio. La estructura de la dorsal del Pacífico-Antártico parece ser intermedia entre las encontradas por otros trabajadores para la dorsal del Pacífico Oriental y la dorsal del Atlántico Medio.

## La cadena Louisville

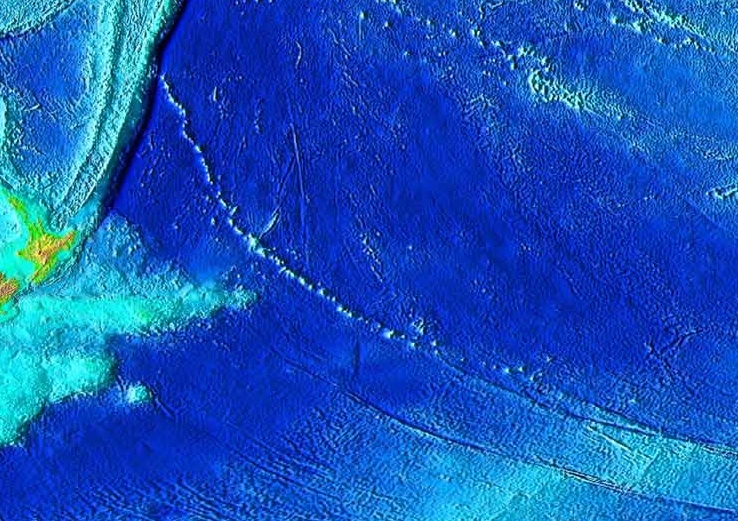
La cadena Louisville

Se extiende a lo largo de unos 4000 a 4300 km de longitud, 500-1000 y hasta 1500 km de anchura unos al noroeste desde la Cordillera Pacífico-Antártica hasta el Monte Osbourn en Tonga y Kermadec Junction. Las profundidades predominantes por encima de la cresta son de 2500-3000 m, la profundidad mínima es de 878 m y las pendientes son relativamente suaves.
Hay una larga línea de montes submarinos llamada cadena Louiville, la cadena más larga de este tipo en el Pacífico, que se cree que se formó a partir de la placa del Pacífico deslizándose sobre un centro de larga vida de magma emergente llamado el punto de acceso de Louisville.
La principal característica que los distingue de otras crestas de la línea media es el mayor ancho, menos disección y una zona de ruptura menos pronunciada.  En la estructura, las zonas de fallas pasantes y desfiladeros asociados juegan un papel importante, que cortan la cresta en segmentos separados y permiten la libre penetración de las aguas frías del fondo del sur en las cuencas ubicadas al norte.

## Comparación de la Dorsal Pacífico-Antártica con otras dorsales medio oceánicas
Las dorsales medio-oceánicas no tienen todas las mismas estructuras. Los experimentos de refracción sísmica realizados por Raitt y Shor, y recogidos por Menard (1960), muestran que bajo la cresta de la Dorsal del Pacífico Oriental se encuentran velocidades de 7-5 km/seg a una profundidad de 4,5 km por debajo del suelo marino. Menard asocia esta roca con el manto, aunque la velocidad es inferior a la habitual. Por lo tanto, postula un adelgazamiento de la corteza por debajo de la cresta de la Elevación, que asocia con el cinturón de alto flujo térmico señalado por Von Herzen (1959). Los estudios de la dispersión a lo largo de la elevación del Pacífico Oriental por Kovach y Press (1961) dan un espesor de la corteza comparable (5 km), aunque este resultado está sujeto a la incertidumbre inherente a los estudios de ondas Rayleigh sobre zonas oceánicas. Los trabajos realizados no muestran ningún adelgazamiento de la corteza bajo la Dorsal Pacífico-Antártica; incluso parece que la profundidad indicada de la base de la corteza, es, si acaso, mayor bajo la Dorsal que bajo los océanos circundantes. 
Ewing y Ewing (1959) descubrieron mediante experimentos de refracción que la Dorsal del Atlántico Medio consiste de una capa de material con velocidad 5-15 km/seg y un grosor de 2-5 km, sobre el que se encuentra un material con una velocidad de 7-2-7-4 km/s. Estas velocidades son inusuales para la corteza oceánica, y Ewing y Ewing sugirieron que el material subyacente era una mezcla de manto y rocas de la corteza. Talwani, Heezen y Worzel (1961) descubrieron que la anomalía gravitatoria en aire libre era ligeramente positiva en toda la Dorsal, y que la anomalía de Bouguer tenía un valor mínimo sobre la cresta. Demostraron que esto es consistente con una profundidad de unos 22 km hasta el nivel de las velocidades normales del manto del manto normal, siempre que haya un cierto engrosamiento de la capa de 5-15 km/s en la región de la cresta.  
La Dorsal del Pacífico Oriental es más amplia y suave que la Dorsal del Atlántico Medio. En muchos lugares de la Dorsal Mesoatlántica se ha observado una grieta central, pero no se ha encontrado en la Dorsal del Pacífico Oriental. Sin embargo, se han encontrado altos valores de flujo de calor cerca de las crestas de ambas dorsales (Von Herzen y Uyeda, 1963). La dorsal del Pacífico-Antártico tiene algunas características en común con la dorsal atlántica central, y otras con la dorsal del Pacífico oriental. Al igual que la Dorsal Mesoatlántica, es rugosa topográfica y magnéticamente (Adams y Christoffel, 1962), pero se asemeja a la dorsal del Pacífico oriental por no tener una grieta mediana (Heezen, 1962). La dorsal pacífico-antártica no parece, tener la inusual estructura de la corteza de la dorsal medio-atlántica.
Como informó Sykes (1963), hay una aparente brecha que separa los terremotos de la dorsal pacífico-antártica
(Grupo 1) de los de la Dorsal del Pacífico Oriental (Grupo 2); los terremotos de las dos regiones también difieren en el tipo de onda dispersiva dominante registrada en la estación Hallett.

## Evolución de la dorsal Pacífico-Antártica en el sur de la zona de fractura de Udintsev
Cerca de los polos de rotación de Euler de las placas del Pacífico y de la Antártida, se detectan pequeñas alteraciones en la cinemática de las placas, afectando la morfología y la geometría de la dorsal Pacífico-Antártica en el sur de la zona de fractura de Udintsev. Los datos batimétricos y magnéticos indican que las rotaciones en sentido horario entre las placas del Pacífico y de la Antártida en los últimos 6 millones de años han provocado la expansión del rift o la conexión de segmentos de cresta. Esto ha generado transiciones de fallas transformantes a centros de extensión mayores. Esta reorganización axial bimodal se ha desplazado hacia el sur durante los últimos 30 a 35 millones de años, dejando marcas en el fondo marino en una estructura en forma de V que abarca 1.000 kilómetros al sur de la zona de fractura de Udintsev.

## Historia
La región de la Dorsal Pacífico-Antártica abarca el vasto espacio entre el Océano Pacífico y el continente Antártico, conocida por sus difíciles condiciones naturales y su relevancia en la historia de la exploración marítima. A lo largo de los siglos, varios navegantes y expediciones se han aventurado por estas aguas en busca de nuevos territorios, rutas comerciales y de investigación científica.
Uno de los primeros navegantes en explorar las aguas cercanas a esta región fue el capitán James Cook, quien durante su segundo viaje (1772-1775) cruzó el Círculo polar antártico, observando las costas del continente helado. Aunque no llegó a tierra en la Dorsal Pacífico-Antártica, sus observaciones fueron cruciales para futuras expediciones, marcando el comienzo de la exploración sistemática de la Antártida.
A mediados del siglo XIX, las expediciones de investigación se intensificaron con la llegada de nuevas tecnologías y la expansión del interés científico por el continente austral. La expedición de Charles Wilkes (1838-1842), miembro de la expedición de la Expedición Estadounidense del Pacifico,(Expedición de Lewis y Clark) se destacó por haber trazado mapas detallados de la región y realizar estudios oceanográficos, aunque su ruta también se vio influenciada por la Dorsal Pacífico-Antártica, eludiendo la zona debido a su difícil navegación.
Ya en el siglo XX, las expediciones científicas y de exploración en la región aumentaron. En 1958, el HMS Endurance de Ernest Shackleton, conocido por su expedición en la Antártida, comenzó a cruzar estas aguas en su intento por llegar al Polo Sur. La Dorsal, con sus formaciones submarinas y fuertes corrientes, sigue siendo un desafío para los navegantes modernos, aunque su estudio ha sido fundamental para comprender el ecosistema oceánico y las dinámicas geológicas que influyen en la región.

## Fauna
El sector de océano antártico sobre la Dorsal Pacífico-Antática ha sido identificado por FAO como un área de recursos pesqueros relevantes.
La Alianza para los Océanos Antárticos ha planteado una propuesta de establecer reserva marina cuyo objetivo es proteger los procesos ecosistémicos a gran escala en su totalidad. Esto incluye:
- Protección de la biodiversidad y los procesos ecológicos asociados al giro del Mar de Ross.
- La protección de zonas críticas para las etapas vitales del pez espinoso antártico, el principal depredador de la región. Entre ellas se incluyen las zonas de alimentación y desove del bacalao antártico.
- Protección de características geomórficas críticas, como los montes submarinos, las crestas y las depresiones de la Dorsal Antártica del Pacífico, y las formas de vida asociadas.
- Amplia protección que facilite la continuación y ampliación de los conjuntos de datos a largo plazo que sustentan la investigación crucial sobre la función de los ecosistemas y el cambio medioambiental, incluidos los impactos del cambio climático, en particular la acidificación de los océanos.
- Protección de puntos calientes de biodiversidad como la plataforma y el talud del Mar de Ross, las islas Balleny, la dorsal antártica del Pacífico y los montes submarinos Scott.
- Protección de la región del Mar de Ross como zona crítica de referencia climática y refugio climático para especies dependientes del hielo.